# Зграда старе телефонске централе у Београду
Зграда старе телефонске централе се налази у Београду, у Косовској улици 47. Изграђена је по пројекту Бранка Таназевића наменски за телефонску централу и први је такав објекат у Србији. Завршена је 1908. године. Трећи спрат је дозидан после Првог светског рата. Зграда је под заштитом државе од 1981. као културно добро од великог значаја. Конзерваторски радови су изведени 1988.

## Изглед
У просторно-структуралном погледу ослања се на традиције академизма, док је обликовање изведено у српско-византијском стилу. Функционалне основе, у целини једноставне архитектонске композиције, акценат је стављен на обраду угаоног дела зграде са карактеристичном куполом. Фасада је решена асиметрично, са плитким ризалитом веће ширине на једном крају грађевине и широким прозорским отворима који заузимају већи део фасадног платна. Богато примењена плитка пластична декорација, сведена готово на раван фасаде, сачињена је од стилизованих мотива преузетих из наслеђа моравске школе (розете, преплети, геометријски мотиви, шаховска поља) која су вешто уклопљена са елементима сецесије. Осим што представља успешно остварење српско-византијског стила у београдској архитектури и значајно ауторско дело једног од главних заговорника тог стила, ова зграда има и историјски значај као репрезентативни објекат специфичне намене који документује развој телефонске службе у Србији на почетку 20. века.
Зграда се налазила на новчаници од 50.000.000 динара из 1993. године.
Конзерваторски радови су изведени 1988. године.